# روبن سيلفستر
روبن سيلفستر (بالإنجليزية: Robin Sylvester)‏ هو مهندس ومهندس الصوت بريطاني، ولد في 1950 في لندن في المملكة المتحدة.

## وصلات خارجية
- روبن سيلفستر على موقع ميوزك برينز (الإنجليزية)